# Rigas administrative inddeling
Riga by består af seks administrative regioner, Kurzeme (mod nordvest), Zemgale (mod sydvest), Latgale (mod sydøst), Vidzeme (mod øst), samt Centrum og Nordlige distrikt i city og mod nord. De fire første er navngivet efter de lettiske regioner Kurland, Semgallen, Letgallen og Livland (Vidzeme).
| Region            | Indbyggere | Størrelse |
| ----------------- | ---------- | --------- |
| Kurzeme           | 137.000    | 79 km²    |
| Zemgale           | 108.000    | 41 km²    |
| Latgale           | 195.000    | 50 km²    |
| Vidzeme           | 173.000    | 57 km²    |
| Centrum           | 29.000     | 3 km²     |
| Nordlige distrikt | 79.000     | 77 km²    |

Beboerne deler dog Riga ind i 47 bydele kaldet mikroregioner (Lettisk: Mikrorajoni).
Nogle af mikroregionerne er:
- Āgenskalns – Ældre bydel beliggende i Pārdaugava. Var oprindeligt sommerhusområde for Rigas overklasse, hvilket området også bærer præg af, når det kommer til bevarede bygninger. Bygninger primært opført i slutningen af det 19. og starten af det 20. århundrede.
- Andrejsala – Et udviklende kunst-, kultur- og underholdningsdistrikt beliggende indenfor det tidligere industriområde.
- Beberbeķi – Bydel beliggende i Pārdauva primært bestående af private huse. Den sumpede skov Mukupurvs og støj fra Riga Internationale Lufthavn deler den fra resten af byen.
- Bolderāja – Beliggende cirka halvvejs mellem Riga centrum og Rigabugten på Daugavas venstre bred. Et fort fra det 18. århundrede bygget af Peter den Store er en af de ældste bygninger i denne del af byen.
- Čiekurkalns – Ældre bydel.
- Dārzciems – Består primært af en- eller toetagers privatboliger.
- Dreiliņi – En nybygget bydel i den østlige del af byen.
- Dzirciems – Bydel i Pārdaugava bestående hovedsagelig af boligblokke og industribygninger opført i Sovjettiden.
- Iļģuciems – Ældre bydel beliggende i Pārdaugava. Består af en hel del ældre huse og industribygninger.
- Imanta – Bydelen består næsten udelukkende af boligblokke opført i sovjettiden og har altid haft en højere status end andre nybyggede områder.
- Jugla – Stor bydel som ligger lige vest for floden Juglas. Består både af boligblokke fra sovjettiden og ældre landsbyhuse.

- Ķengarags – Sydøst for centrum på Daugavas højre bred. En af de mest befolkede bydele i byen bestående udelukkende af boligblokke opført i sovjettiden.
- Ķīpsala – Ø i Daugava lige vest for den gamle bydel. En del nybyggeri i denne bydel, men også en del ruiner af kondemnerede etageejendomme.
- Maskavas Forštate – Ældre bydel beliggende syd for centrum. Var tidligere Rigas fattigste bydel, hvilket kan ses på de mange bevarede træbygninger.
- Mežaparks – Prestigeområde bestående af privatboliger. Kendt for sin store skovlignende park og byens zoo.
- Mežciems – Bydelen består næsten udelukkende af boligblokke opført i sovjettiden og ligger lige øst for den store skov Biķernieku.
- Pārdaugava – Betyder bogstaveligt talt "Over Daugava" og omfatter alle bydele beliggende på Daugavas venstre bred.
- Pleskodāle – Bydel der mest består af nye og ældre private huse.
- Pļavnieki – Øst for centrum på Daugavas højre bred. En af de mest befolkede bydele i byen bestående udelukkende af boligblokke opført i sovjettiden.
- Purvciems – Øst for centrum på Daugavas højre bred. En af de mest befolkede bydele i byen bestående udelukkende af boligblokke opført i sovjettiden.
- Sarkandaugava – Ældre bydel beliggende nordøst for Rigas centrum ved floden af samme navn.
- Šampēteris – Ældre bydel i Pārdaugava med mange godt bevarede huse bygget i den første halvdel af det 20. århundrede.
- Teika – Ældre bydel hovedsagelig med etageejendomme.
- Torņakalns – Ældre bydel i Pārdauva med en del ældre bygninger samt mange grønne områder.
- Vecmīlgrāvis – Bydel på Daugavas højre bred inden Rigabugten. En del industri og lagerbygninger.
- Vecrīga – Den gamle bydel.
- Ziepniekkalns – Sydligst beliggende bydel i Pārdaugava. Hovedsageligt etageejendomme opført i sovjettiden.
- Zolitūde – Bydelen består næsten udelukkende af boligblokke opført i sovjettiden og har altid haft en højere status end andre nybyggede områder.